# Pole niczyje
Pole niczyje – polski kolorowy serial fabularny w reżyserii Jana Błeszyńskiego z 1988 roku. Serial został nakręcony na podstawie powieści Zbigniewa Safjana o tym samym tytule wyprodukowaną przez Centralną Wytwórnie Programów i Filmów Telewizyjnych Poltel.

## Fabuła
Akcja toczy się pod koniec lat 30. XX wieku. Był to czas, w którym narastały liczne spory na tle politycznym w obozie sanacyjnym. Właśnie rozpoczęto śledztwo w sprawie zamordowania jednego z oficerów Dwójki w Warszawie. Prowadzący śledztwo, za wszelką cenę chce zataić informacje o prawdziwych przyczynach śmierci mężczyzny. Przyjaciel zamordowanego nie wierzy w prawdziwość informacji i na własną rękę postanawia odkryć prawdę o śmierci oficera.

## Obsada
- Jerzy Bińczycki – Zawisza
- Zygmunt Hübner – Jan Wacław
- Michał Pawlicki – Garozub
- Arkadiusz Nader – Edward Fidziński
- Barbara Sołtysik – Wanda Ziarnicka
- Edward Lubaszenko – Napierała
- Jerzy Trela - Aleksander
- Jan Bógdoł – Wichura
- Beata Paluch – Teresa
- Anna Dymna – Wityńska
- Józef Fryźlewicz – Szczęsny
- Gustaw Lutkiewicz – komisarz
- Eugeniusz Kamiński – Krzemek
- Zdzisław Wardejn – Juryś
- Katarzyna Miernicka – Jola
- Józef Onyszkiewicz – Alfred
- Andrzej Siedlecki – Olczak
- Jan Piechociński – Ratigan
- Andrzej Grąziewicz – Czepek
- Włodzimierz Bednarski – generał Mech
- Roman Bartosiewicz – pułkownik Tyka – Zaklicki
- Bohdan Ejmont – Kruk–Kruczyński
- Zygmunt Listkiewicz – Wiecheć
- A. Ziębiński – Przemek
- Jan Pęczek – Krudel
- Jadwiga Polanowska – Elżbieta
- Anna Wojton – Basia
- Teresa Czarnecka – prostytutka
- Wojciech Kostecki – agent Krzemka
- Lech Sołuba – agent Napierały
- Anna Wróblówna – Wiśniczowa
- Przemysław Zieliński – Wiśnicz
- Barbara Zgorzelewicz – kobieta
- Bogusław Stokowski – przodownik policji